# خواهد زد
«[بر زمین] خواهد[ت] زد» (به ترکی استانبولی: Vuracak) تک‌آهنگی از آلبوم داستان [افتاده سر] زبان‌ها از ییلدیز تیلبه است. ترانه و موسیقیِ اثر کار خود تیلبه است.

## نسخهٔ دمت آکالین
«[بر زمین] خواهد[ت] زد» چهارمین تک‌آهنگ آلبوم به من چه است. ویدئو کلیپش ۲۰ ژوئن ۲۰۰۵ منتشر شد.

## نسخهٔ مروه اوزبی
«[بر زمین] خواهد[ت] زد» تک‌آهنگی از آلبوم اشعار ستاره‌وار ییلدیز تیلبه است. ویدئو کلیپش ۱۱ ژوئیهٔ ۲۰۱۸ منتشر شد.

## یادداشت
1. ↑  Vazgeçtim
2. ↑  Dillere Destan
3. ↑  Pembe Dizi
4. ↑  Yalnızım
5. ↑  Banane
6. ↑  Değilsin
7. ↑  Sevdanın Tadı
8. ↑  Yıldız Tilbe'nin Yıldızlı Şarkıları